# Lipůvka
Lipůvka (in tedesco Lipuwka) è un comune della Repubblica Ceca facente parte del distretto di Blansko, in Moravia Meridionale.